# Poveljniško-štabna operativna šola Kopenske vojske Poveljniško-štabna akademija Kopenske vojske Jugoslovanske ljudske armade
Poveljniško-štabna operativna šola Kopenske vojske JLA (srbohrvaško: Komandno-štabna škola operatike KoV JLA; krajše KŠŠO) je bila vojaška akademija, ki je delovala v sestavi Jugoslovanske ljudske armade.

## Zgodovina
Šola je bila visokošolska, podiplomska akademija, na kateri so se izobraževali častniki Kopenske vojske JLA z namenom vodenja operacij v obrambni vojni ter prevzema najvišjih položajev v poveljstvih.